# Вибухово-струминні млини

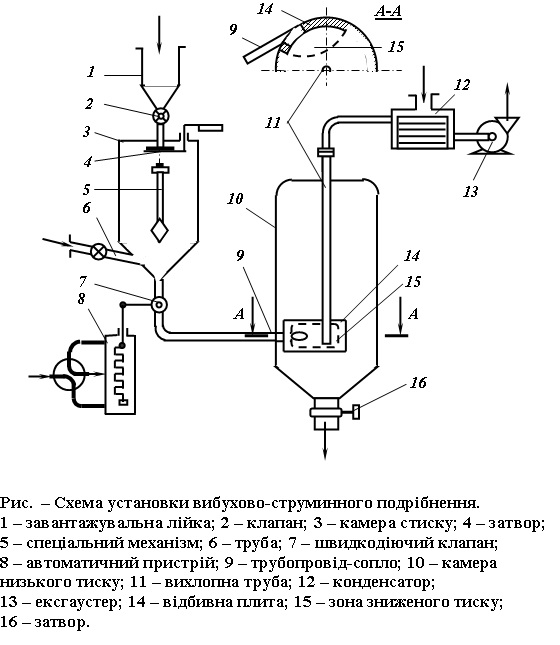

Вибухово-струминний процес подрібнення оснований на використанні ефекту руйнування під дією внутрішніх сил розтягання матеріалів при миттєвому знятті з них зовнішнього тиску.
Схема установки для вибухово-струминного процесу подрібнення наведена на рис.
Вихідний матеріал крупністю 1—2 мм завантажується у лійку 1 і за допомогою клапана 2 подається у камеру стиску 3. Усередині камери 3 є затвор 4 завантажувального пристрою і механізм 5 для запобігання забивання камери матеріалом.
Після заповнення камери 3 матеріалом до визначеного рівня затвор 4 щільно закривається і по трубі 6 у камеру подається пара або газ протягом 5 с — часу, необхідного для створення потрібного тиску (16 МПа). Потім за допомогою автоматичного пристрою 8 відкривається швидкодіючий клапан 7 (час відкриття 0,01—0,02 с) і вміст камери 3 викидається по трубопроводу 9 зі швидкістю, близькою до швидкості звуку, у камеру низького тиску 10, об'єм якої приблизно у 50 разів більше, ніж у камері 3. При виході з сопла суміш частинок і пари потрапляє у зону зниженого тиску 15, де й відбувається вибуховий ефект. Розрідження у камері 10 підтримується ексгаустером 13. Руйнуванню частинок також сприяють ударні хвилі, що виникають при зіткненні з відбивною плитою 14. З камери 10 пара по вихлопній трубі 11 надходить у конденсатор 12 і відсмоктується ексгаустером. Подрібнений продукт розвантажується з камери 10 за допомогою затвора 16.
Руйнування частинок при вибухово-струминному подрібненні відбувається в основному при русі матеріалу по трубопроводу-соплу. Завдяки різкому спрацьовуванню швидкодіючого клапана, а також великому перепаду тиску (між камерами високого і низького тиску) швидкість руху робочого газоподібного середовища миттєво досягає швидкості звуку. Це служить причиною утворення звукових ударних хвиль, що поглинаються і відбиваються міжзерновими поверхнями, які є границями розділу середовищ з різними проникностями. У результаті виникають напруження на міжзернових границях, що є однією з причин руйнування частинок. Найбільш інтенсивний етап руйнування має місце на зрізі трубопровода-сопла при вході в камеру низького тиску. Різниця внутрішнього (в об'ємі частинки) і зовнішнього (в камері) тиску приводить до розвитку тріщин. Остаточно процес руйнування завершується при ударі частинок з ослабленою міцністю об відбійну плиту або при зіткненні зустрічних потоків.
Руйнування вибухом у порівнянні з традиційним механічним дробленням і подрібненням характеризується значно більшою частиною енергії, що витрачається корисно. Руйнування вибухом здійснюється в основному за рахунок розвитку тріщин під дією зусиль розтягнення, які утворюються в масиві гірської породи, і розклинювання газами. Тріщини, як правило, беруть початок від макродефектів в структурі масиву, чим обумовлюється селективність вибухового руйнування.
Для руйнування вибухом має значення не тільки кількість енергії в заряді, але й спосіб її передачі оточуючому масиву. Зайва швидкість її передачі веде до великих втрат на необоротну пластичну деформацію. Таким чином, необхідно збільшити час виділення енергії від вибуху й забезпечити багатократне навантаження масиву.